# Park Chu-young
Park Chu-young (tiếng Hàn: 박주영; Hanja: 朴主永; phát âm tiếng Hàn Quốc: [pak̚.t͈ɕu.jʌŋ]; sinh ngày 10 tháng 7 năm 1985) là một cầu thủ bóng đá người Hàn Quốc hiện đang chơi cho câu lạc bộ FC Seoul tại K League 1.

## Tiểu sử

### Khởi nghiệp
Park Chu-Young được biết đến rộng rãi sau khi anh tỏa sáng tại giải Vô địch bóng đá trẻ châu Á năm 2004, anh đã giúp Hàn Quốc phá kỷ lục của giải với danh hiệu vô địch lần thứ 11. Cũng tại giải đấu đó, anh đã được nhận danh hiệu Quả bóng vàng và được bầu là Cầu thủ xuất sắc nhất giải. Anh cũng được nhận vinh dự là đội trưởng Hàn Quốc U-20 tham dự giải 2003 FIFA World Youth Championship.
Năm 2005, chứng kiến sự phát triển vượt bậc của Park Chu-Young khi anh cùng Hàn Quốc U-20 tham dự giải đấu 8 đội tại Qatar với tư cách là đội khách mời và anh đã tỏa sáng khi đóng góp rất nhiều bàn thắng và đem về chiếc cúp vô địch cho Hàn Quốc. Cùng năm đó, anh được bầu là Cầu thủ trẻ xuất sắc nhất năm của châu Á.

### FC Seoul
Năm 2005, anh ký hợp đồng thi đấu cho CLB FC Seoul tại K-League và ngay trong mùa giải đầu tiên của mình Park Chu-Young đã ghi được 18 bàn thắng và có 4 đường chuyền thành bàn trong 30 lần ra sân thi đấu(bao gồm cả trận đấu cúp). Với phong độ chói sáng đó, anh giành danh hiệu Cầu thủ trẻ xuất sắc nhất năm của K-League và trở thành cầu thủ ghi bàn hàng đầu tại giải.
Trong suốt mùa giải đó, Park Chu-Young trở thành mục tiêu theo đuổi hàng đầu của phù thủy Guus Hiddink và CLB PSV Eindhoven nhưng đáng tiếc vụ chuyển nhượng đã không diễn ra.
Sau mùa giải 2005 rất thành công, Park được gọi vào Đội tuyển Hàn Quốc tham dự World Cup 2006 tại Đức nhưng anh chỉ được ra sân ở trận đấu cuối cùng tại vòng bảng gặp Thụy Sĩ. Trong trận đấu này, Park đã thi đấu rất tốt và được bầu là cầu thủ hay nhất trận nhưng điều này cũng không giúp Đội tuyển Hàn Quốc đi tiếp do họ chỉ đứng thứ 3 tại vòng bảng và bị loại.

### AS Monaco
Sau khi gây ấn tượng trong màu áo đội tuyển quốc gia và đội tuyển Olympic Hàn Quốc, ngày 1 tháng 9 năm 2008 Park đã ký hợp đồng với CLB AS Monaco thi đấu tại giải Vô địch Quốc gia Pháp (league 1) tại đây anh vinh dự được khoác chiếc áo số 10. Ngày 13 tháng 9, anh ghi bàn trong lần đầu tiên ra mắt CLB mới trong trận đấu gặp CLB FC Lorient.Trong hiệp hai, Park đã hỗ trợ rất tốt cho đồng đội của mình là Frédéric Nimani trong khâu tấn công tạo nên thế trận vượt trội của AS Monaco. Kết thúc trận đấu, Park được bầu là cầu thủ xuất sắc nhất trận.
Trong những trận đấu tiếp theo cùng AS Monaco, Park Chu-Young luôn được lựa chọn ra sân trong đội hình chính và giữ vai trò không thể thiếu.
Từ 2008-2011, Park Chu-Young ra sân 91 lần và ghi được 25 bàn thắng cho CLB AS Monaco.
Mùa giải 2010-2011, CLB AS Monaco rớt hạng.

### Arsenal FC
Ngày 30 tháng 8 năm 2011, Park Chu-Young chuyển đến thi đấu cho CLB Arsenal và mặc áo đấu số 30.

## Thống kê sự nghiệp

### Câu lạc bộ
Tính đến 27 tháng 10 năm 2015.
| Câu lạc bộ          | Mùa giải            | Giải đấu | Giải đấu | Giải đấu | Cúp quốc gia | Cúp quốc gia | Cúp quốc gia | Cúp liên đoàn | Cúp liên đoàn | Cúp liên đoàn | Châu lục | Châu lục | Châu lục | Tổng cộng | Tổng cộng | Tổng cộng |
| Câu lạc bộ          | Mùa giải            | Trận     | Bàn      | Kiến tạo | Trận         | Bàn          | Kiến tạo     | Trận          | Bàn           | Kiến tạo      | Trận     | Bàn      | Kiến tạo | Trận      | Bàn       | Kiến tạo  |
| ------------------- | ------------------- | -------- | -------- | -------- | ------------ | ------------ | ------------ | ------------- | ------------- | ------------- | -------- | -------- | -------- | --------- | --------- | --------- |
| FC Seoul            | 2005                | 19       | 12       | 3        | 2            | 0            | 1            | 11            | 6             | 1             | —        | —        | —        | 32        | 18        | 5         |
| FC Seoul            | 2006                | 26       | 7        | 1        | 2            | 2            | 0            | 4             | 1             | 0             | —        | —        | —        | 32        | 10        | 1         |
| FC Seoul            | 2007                | 11       | 2        | 0        | 1            | 0            | 0            | 3             | 3             | 0             | —        | —        | —        | 15        | 5         | 0         |
| FC Seoul            | 2008                | 13       | 2        | 4        | 0            | 0            | 0            | 4             | 0             | 0             | —        | —        | —        | 17        | 2         | 4         |
| Tổng cộng           | Tổng cộng           | 69       | 23       | 8        | 5            | 2            | 1            | 22            | 10            | 1             | —        | —        | —        | 96        | 35        | 10        |
| Monaco              | 2008–09             | 31       | 5        | 5        | 3            | 0            | 1            | 1             | 0             | 0             | —        | —        | —        | 35        | 5         | 6         |
| Monaco              | 2009–10             | 27       | 8        | 3        | 5            | 1            | 0            | 1             | 0             | 0             | —        | —        | —        | 33        | 9         | 3         |
| Monaco              | 2010–11             | 33       | 12       | 0        | 0            | 0            | 0            | 2             | 0             | 0             | —        | —        | —        | 35        | 12        | 0         |
| Tổng cộng           | Tổng cộng           | 91       | 25       | 8        | 8            | 1            | 1            | 4             | 0             | 0             | —        | —        | —        | 103       | 26        | 9         |
| Arsenal             | 2011–12             | 1        | 0        | 0        | 0            | 0            | 0            | 3             | 1             | 0             | 2        | 0        | 0        | 6         | 1         | 0         |
| Arsenal             | 2013–14             | 0        | 0        | 0        | 0            | 0            | 0            | 1             | 0             | 0             | 0        | 0        | 0        | 1         | 0         | 0         |
| Tổng cộng           | Tổng cộng           | 1        | 0        | 0        | 0            | 0            | 0            | 4             | 1             | 0             | 2        | 0        | 0        | 7         | 1         | 0         |
| Celta (mượn)        | 2012–13             | 22       | 3        | 1        | 4            | 1            | 0            | —             | —             | —             | —        | —        | —        | 26        | 4         | 1         |
| Tổng cộng           | Tổng cộng           | 22       | 3        | 1        | 4            | 1            | 0            | —             | —             | —             | —        | —        | —        | 26        | 4         | 1         |
| Watford (mượn)      | 2013–14             | 2        | 0        | 0        | 0            | 0            | 0            | —             | —             | —             | —        | —        | —        | 2         | 0         | 0         |
| Tổng cộng           | Tổng cộng           | 2        | 0        | 0        | 0            | 0            | 0            | —             | —             | —             | —        | —        | —        | 2         | 0         | 0         |
| Al-Shabab           | 2014-15             | 7        | 1        | 0        | 0            | 0            | 0            | —             | —             | —             | —        | —        | —        | 7         | 1         | 0         |
| Tổng cộng           | Tổng cộng           | 7        | 1        | 0        | 0            | 0            | 0            | —             | —             | —             | —        | —        | —        | 7         | 1         | 0         |
| FC Seoul            | 2015                | 23       | 7        | 2        | 1            | 2            | 0            | —             | —             | —             | —        | —        | —        | 24        | 9         | 2         |
| Tổng cộng           | Tổng cộng           | 23       | 7        | 2        | 1            | 2            | 0            | —             | —             | —             | 0        | 0        | 0        | 24        | 9         | 2         |
| Tổng cộng sự nghiệp | Tổng cộng sự nghiệp | 215      | 59       | 19       | 18           | 6            | 2            | 30            | 11            | 1             | 2        | 0        | 0        | 265       | 76        | 22        |

### Bàn thắng quốc tế
| #  | Ngày                 | Địa điểm                | Đối thủ     | Bàn thắng | Kết quả | Giải đấu                 |
| -- | -------------------- | ----------------------- | ----------- | --------- | ------- | ------------------------ |
| 1  | 3 tháng 6 năm 2005   | Tashkent, Uzbekistan    | Uzbekistan  | 1–1       | 1–1     | Vòng loại World Cup 2006 |
| 2  | 8 tháng 6 năm 2005   | Kuwait City, Kuwait     | Kuwait      | 1–0       | 4–0     | Vòng loại World Cup 2006 |
| 3  | 21 tháng 1 năm 2006  | Riyadh, Ả Rập Xê Út     | Hy Lạp      | 1–1       | 1–1     | Giao hữu                 |
| 4  | 25 tháng 1 năm 2006  | Riyadh, Ả Rập Xê Út     | Phần Lan    | 1–0       | 1–0     | Giao hữu                 |
| 5  | 1 tháng 3 năm 2006   | Seoul, Hàn Quốc         | Angola      | 1–0       | 1–0     | Giao hữu                 |
| 6  | 17 tháng 2 năm 2008  | Trùng Khánh, Trung Quốc | Trung Quốc  | 1–0       | 3–2     | Cúp bóng đá Đông Á 2008  |
| 7  | 17 tháng 2 năm 2008  | Trùng Khánh, Trung Quốc | Trung Quốc  | 2–2       | 3–2     | Cúp bóng đá Đông Á 2008  |
| 8  | 31 tháng 5 năm 2008  | Seoul, Hàn Quốc         | Jordan      | 2–0       | 2–2     | Vòng loại World Cup 2010 |
| 9  | 7 tháng 6 năm 2008   | Amman, Jordan           | Jordan      | 1–0       | 1–0     | Vòng loại World Cup 2010 |
| 10 | 19 tháng 11 năm 2008 | Riyadh, Ả Rập Xê Út     | Ả Rập Xê Út | 2–0       | 2-0     | Vòng loại World Cup 2010 |
| 11 | 6 tháng 6 năm 2009   | Dubai, UAE              | UAE         | 1–0       | 2–0     | Vòng loại World Cup 2010 |
| 12 | 12 tháng 8 năm 2009  | Seoul, Hàn Quốc         | Paraguay    | 1–0       | 1-0     | Giao hữu                 |
| 13 | 5 tháng 9 năm 2009   | Seoul, Hàn Quốc         | Úc          | 1–0       | 3–1     | Giao hữu                 |
| 14 | 24 tháng 5 năm 2010  | Saitama, Nhật Bản       | Nhật Bản    | 2–0       | 2–0     | Giao hữu                 |
| 15 | 23 tháng 6 năm 2010  | Durban, Nam Phi         | Nigeria     | 2–1       | 2–2     | World Cup 2010           |
| 16 | 25 tháng 3 năm 2011  | Seoul, Hàn Quốc         | Honduras    | 3–0       | 4–0     | Giao hữu                 |
| 17 | 3 tháng 6 năm 2011   | Seoul, Hàn Quốc         | Serbia      | 1–0       | 2–1     | Giao hữu                 |
| 18 | 2 tháng 9 năm 2011   | Goyang, Hàn Quốc        | Liban       | 1–0       | 6–0     | Vòng loại World Cup 2014 |
| 19 | 2 tháng 9 năm 2011   | Goyang, Hàn Quốc        | Liban       | 2–0       | 6–0     | Vòng loại World Cup 2014 |
| 20 | 2 tháng 9 năm 2011   | Goyang, Hàn Quốc        | Liban       | 4–0       | 6–0     | Vòng loại World Cup 2014 |
| 21 | 7 tháng 9 năm 2011   | Kuwait City, Kuwait     | Kuwait      | 1–0       | 1–1     | Vòng loại World Cup 2014 |
| 22 | 11 tháng 10 năm 2011 | Suwon, Hàn Quốc         | UAE         | 1–0       | 2–1     | Vòng loại World Cup 2014 |
| 23 | 11 tháng 11 năm 2011 | Dubai, UAE              | UAE         | 2–0       | 2–0     | Vòng loại World Cup 2014 |
| 24 | 5 tháng 3 năm 2014   | Athens, Hy Lạp          | Hy Lạp      | 1–0       | 2–0     | Giao hữu                 |